# Деца бежанци
Деца бежанци или деца бегълци (на македонска литературна норма: деца бегалци; на гръцки: Αποστολή παιδιών στις Λαϊκές Δημοκρατίες από τον ΔΣΕ) е термин, с който в България и Северна Македония се обозначават от 28 000 до 32 000 деца на възраст между 2 и 14 години, които на два пъти през март и май 1948 година по време на гражданската война в Гърция организирано са изведени от Демократичната армия на Гърция извън пределите на страната. В социалистическите страни се смята, че целта е те да бъдат спасени от ужасите на войната. Гръцката десница нарича събитието „отвличане на деца“ (παιδομάζωμα, кръвен данък) и смята, че децата са изведени в социалистическите страни не за да бъдат спасени, а за да бъдат промити мозъците им с комунистически идеи и по-късно да бъдат използвани за комунистическа пропаганда в Гърция. Изчислено е, че около 8000 деца са изведени от Костурско. Изключения са правени за деца под 2 или 3 години, които са оставали с майките си.
Децата бежанци са изведени в Албания и Югославия и оттам са разселени из всички тогавашни социалистически страни — 5132 в Румъния, 2859 в Унгария, 3590 в Полша, 4148 в Чехословакия, 672 в България и в СССР. Около 20 000 бежанци са предимно с български етнически произход и 8000 с гръцки. В 1982 година след демократизацията на страната Гърция приема закон, с който позволява възвръщането на отнетото гръцко гражданство на бежанците, но само „ако са гърци по род“. На следната 1983 година се приема и закон за връщане на имотите на бежанците, но също само „ако са гърци по род“.
В Северна Македония, където децата бежанци са най-многобройни, функционира Асоциация на децата бежанци, която е организирала четири Световни срещи на децата бежанци – през 1988 и 1998 в Скопие (Северна Македония), през 2003 година в Лерин (Флорина, Гърция) и от 18 до 21 юли 2008 година отново в Скопие.

## Известни деца бежанци
- Андрю Росос, историк
- Благой Шклифов, езиковед и диалектолог
- Вангел Бабинкостов, математик, професор
- Вангелия Десподова, филолог
- Георги Аяновски, писател
- Георги Доневски, активист за човешки права
- Герман Миовски, журналист и краевед
- Димитър Димитров, писател и политик
- Иван Доровски, писател
- Лефтер Манче, пластичен хирург
- Любка Рондова, народна певица
- Мария Воденска, писателка
- Михалис Гарудис, художник
- Панайотис Гуджимисис, художник
- Паскал Гилевски, писател
- Петре Наковски, писател и дипломат
- Ристо Ильоски, историк
- Ристо Миновски, професор
- Ристо Ячев, писател
- Сократ Лафазановски, художник
- Стоян Киселиновски, историк, специалист по Егейска Македония
- Таки Павловски, художник
- Танас Луловски, художник
- Ташко Георгиевски, писател
- Тома Трифоновски, художник
- Трайко Дурчовски, художник и поет
- Христофор Тзавелла, историк и фолклорист